# استودان‌های کوشکک
استودانهای کوشکک مربوط به دوره ساسانیان است و در شهرستان مرودشت، بخش درودزن، دهستان رامجرد ۲، یک کیلومتری شمال غرب روستای کوشکک، کنار جاده آسفالته بر دامنه کوه واقع شده و این اثر در تاریخ ۳۰ بهمن ۱۳۸۶ با شمارهٔ ثبت ۲۰۷۹۴ به‌عنوان یکی از آثار ملی ایران به ثبت رسیده‌است.